# Opius calatheae
Opius calatheae är en stekelart som beskrevs av Fischer 1966. Opius calatheae ingår i släktet Opius och familjen bracksteklar. Inga underarter finns listade i Catalogue of Life.